# Buddy Rogers (catch)
Pour les articles homonymes, voir Buddy Rogers.
Herman Gustav Rohde, Jr.  (né le 20 février 1921 à Camden et mort le 26 juin 1992 à Fort Lauderdale), est un catcheur (lutteur professionnel) américain connu sous le nom de ring de Buddy Rogers.
Il commence sa carrière à 17 ans en suivant un cirque et devient célèbre au début des années 1960. Il devient champion du monde poids lourd de la National Wrestling Alliance le 30 juin 1961. Il est ensuite le premier champion du monde poids lourd de la World Wide Wrestling Federation.

## Jeunesse
Rohde grandit à Camden dans le New Jersey. Il se fait connaitre en excellant dans de nombreux sports comme la boxe, le football américain, l'athlétisme et la natation. Il remporte aussi le championnat de lutte de l'état du New Jersey du Young Men's Christian Association. Il quitte le New Jersey à 17 ans pour devenir catcheur dans un cirque. Il quitte le cirque et travaille  ensuite comme docker avant de devenir policier.

## Carrière de catcheur

### Débuts dans les cirques (1939-1944)
Quand il intégré un cirque, Rohde travaille comme catcheur et défie les spectateurs dans des combats de catch. Il connait un certain succès dans le New Jersey et bat Ed Strangler Lewis (en) durant cette période,.

### Arrivée au Texas (1945-1947)
Rohde arrive au Texas en 1945 où il travaille au Gulf Athletic Club, une fédération de catch basée à Houston. Là-bas, il a Slave Girl Moolah comme valet. Il y remporte son premier titre en devenant champion poids lourd du Texas le 27 juillet 1945 après sa victoire face à Dave Levin. Ce premier règne s'arrête le 31 août après sa défaite face à Ted Cox. Rogers récupère ce titre une semaine plus tard.

## Palmarès
- American Wrestling Association
  - AWA Eastern States Heavyweight Championship (1 fois)
  - AWA World Heavyweight Championship (Ohio version) (3 fois)
- Midwest Wrestling Association
  - MWA Ohio Tag Team Championship (4 fois) - avec Great Scott (3) et Juan Sebastian (1)
- Montreal Athletic Commission
  - World Heavyweight Championship (Montreal version) (3 fois)
- NWA Capitol Wrestling
  - NWA United States Tag Team Championship (2 fois) - avec Johnny Valentine (1) et Johnny Barend (1)
- NWA Chicago
  - NWA World Heavyweight Championship (1 fois)
  - NWA United States Heavyweight Championship (1 fois)
- NWA Mid-America
  - NWA Mid-America Heavyweight Championship (1 fois)
- NWA San Francisco
  - NWA World Tag Team Championship (1 fois) - avec Ronnie Etchison
- NWA Western States Sports
  - NWA North American Heavyweight Championship (1 fois)
- Pro Wrestling Illustrated
  - PWI Stanley Weston Award (1990)
- Professional Wrestling Hall of Fame and Museum
  - Class of 2002 (Television Era)
- Southwest Sports Inc.
  - NWA Texas Heavyweight Championship (1 fois)
  - NWA Texas Heavyweight Championship (4 fois)
  - WCWA Texas Tag Team Championship (1 fois) - with Otto Kuss
- World Wide Wrestling Federation / World Wrestling Federation
  - WWF Hall of Fame (Class of 1994)
  - WWWF United States Tag Team Championship (2 fois) - avec Johnny Valentine (1) et Johnny Barend (1)
  - WWWF World Heavyweight Championship (1 fois, inaugural)
- Wrestling Observer Newsletter awards
  - Wrestling Observer Newsletter Hall of Fame (Class of 1996)
- Other titles
  - Maryland Eastern Heavyweight Championship (3 fois)
  - World Heavyweight Championship (Jack Pfeffer version) (5 fois)